# Migmatyt

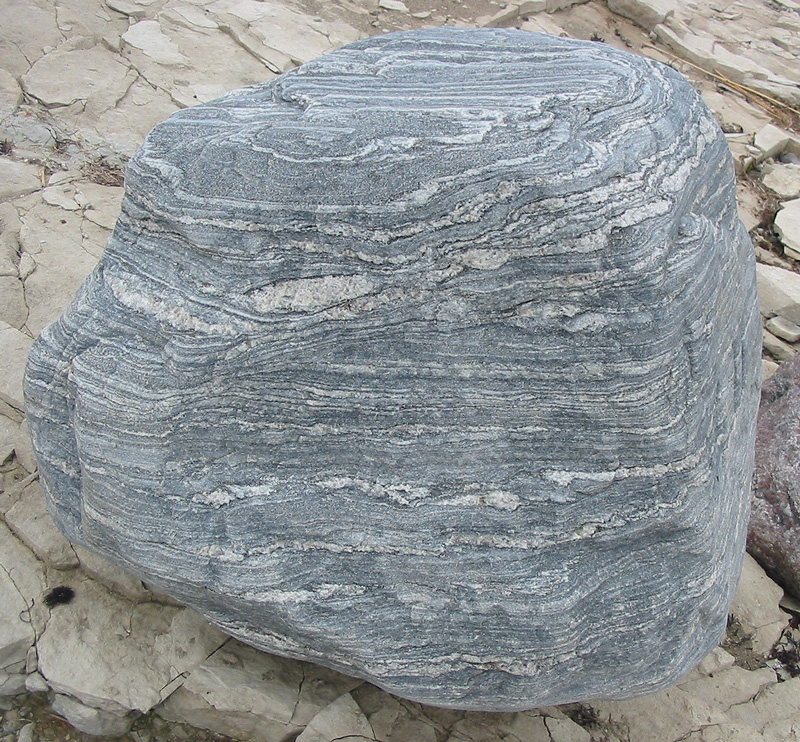
Migmatyt na wybrzeżu Saremy.

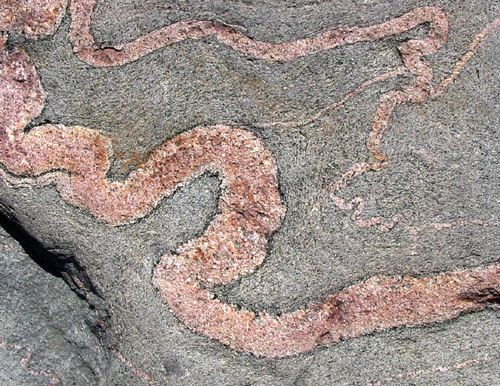
Ptygmatyczne sfałdowane laminy w migmatycie.

Migmatyt – skała ultrametamorficzna powstająca na pograniczu magmatyzmu i metamorfizmu katazonalnego. Może wykazywać foliację. Zbudowana głównie z kwarcu, skaleni i biotytu, z domieszkami innych minerałów. Występuje razem z gnejsami i granitami, w Polsce – w Sudetach oraz w Tatrach Zachodnich.
Terminu "migmatyt" po raz pierwszy użył w 1907 r. fiński petrolog Jakob Johannes Sederholm, który opisał te skały pochodzące z obszaru tarczy fennoskandzkiej w południowej Finlandii.

## Powstawanie i struktura
Migmatyty mogą powstawać przez wciskanie się (iniekcję) magmy lub związanych z nią roztworów w skały starsze, zwykle metamorficzne (wzdłuż płaszczyzn foliacji, złupkowania itp.). Proces tworzenia się migmatytów polega na przepojeniu skał starszych przez ruchliwe produkty pochodzenia magmowego (głównie skaleniowo-kwarcowe), a także na selektywnym wytapianiu jasnych składników tych skał w wysokich temperaturach.
Laminacja migmatytów wykazuje liczne, drobne, dysharomonijne sfałdowania, powstające na etapie uplastycznienia skały w czasie intensywnego metamorfizmu. Jasne warstewki kwarcowo-skaleniowe mają strukturę granoblastyczną, a ciemne warstewki biotytowe strukturę lepidoblastyczną.